# 메시에 38
메시에 M38(NGC 1912)는 마차부자리에 있는 산개 성단이다. 1654년 이전에 Giovanni Batista Hodierna에 의해 발견되었으며, 1749년 Le Gentil이 독립적으로 재발견하였다. 1764년 9월 25일 샤를 메시에가 메시에 천체 목록에 추가했다.
M38는 지구에서 약 4,200광년 떨어져 있으며, 겉보기 등급은 +7.4등급이다. 시직경은 21분으로 직경이 약 25광년이며, 약 2억 2천만 년 전에 형성되었다. 이 천체에는 다른 이름도 있는데 그 이름은 starfish cluster이다.

## 같이 보기
- 메시에 천체 목록
- 메시에 36
- 메시에 37